# Lidya Tafesse
Lidya Tafesse Abebe (Jima, Etiopía - 30 de abril de 1980) es una árbitra de fútbol etíope internacional desde el 2005.

## Biografía
Nació el 30 de abril de 1980 en Jima y creció en esta misma ciudad. En ese momento, jugaba al baloncesto, pero también se convirtió en árbitro de fútbol, alentada en este sentido por uno de sus maestros. El primer juego de fútbol que ella arbitra es en 1992. Es un partido de fútbol masculino. Ella se muda a Addis Abeba al final de sus estudios secundarios. Mientras estaba en Addis Abeba, se le otorgó una beca para estudiar farmacia.
Luego, al darse cuenta de que el arbitraje se convirtió en su pasión, decide dedicarse a él y no seguir esta carrera viable en la farmacia.
A lo largo de los años, progresa en la jerarquía de los árbitros. A finales de la década de 2000, comenzó a ser convocada en partidos internacionales. Ella oficia en el Campeonato Femenino Africano de Fútbol en 2012, 2014, 2016 y 2018. También participa en la Copa Mundial Femenina de Fútbol de 2015 en Canadá.
A finales de 2017, ella da a luz a un niño por cesárea, después de un período de maternidad compleja. "Cuando estaba embarazada, sentí que mi cuerpo ganaba fuerza. Un mes después de mi cesárea, les dije a mis amigos: "Puede que sea pesado, pero me siento ligero". Y cuatro meses después del nacimiento, decidí reanudar el entrenamiento. [...] Todavía tenía 20 libras demás", explica después. Decidida a volver al nivel más alto de arbitraje rápidamente, continúa con las sesiones de fitness y natación. "Nadie pensó que volvería", continúa. "Pero después de tres meses de entrenamiento, hice las pruebas físicas para la Premier League femenina, y lo hice. También pasé las pruebas de la segunda división".
Y en 2018, fue seleccionada de nuevo para arbitrar en agosto la Copa Mundial Femenina de Fútbol Sub-20 de 2018 en Francia y en noviembre el Campeonato Femenino de la CAF 2018, calificadora para la Copa Mundial Femenina de Fútbol de 2019. Muy simbólicamente, en la CAN de esta mujer, el partido de apertura se le confía, así como una semifinal Camerún-Nigeria, que, de hecho, se extiende, dura 120 minutos y termina con la definición por penales.
En diciembre de 2018, es seleccionada entre los árbitros africanos seleccionados para la fase final del fútbol mundial femenino, que se lleva a cabo a mediados de 2019 en Francia.

## Carrera

### Torneos de selecciones
Ha arbitrado en los siguientes torneos de selecciones nacionales:
- Copa Mundial Femenina de Fútbol de 2015 en Canadá
- Copa Mundial Femenina de Fútbol Sub-17 de 2016 en Jordania
- Copa de Algarve
- Copa Mundial Femenina de Fútbol Sub-20 de 2018 en Francia
- Campeonato Femenino de la CAF 2018
- Copa Mundial Femenina de Fútbol de 2019 en Francia[5]